# Чэнь Шицзэн
Чэнь Шицзэ́н (кит. трад. 陳師曾, упр. 陈师曾, пиньинь Chén Shīzēng, 2 марта 1876 — 17 сентября 1923) — китайский художник, писатель и критик времен падения империи Цин и становления Китайской Республики.

## Биография
Родился в 1876 году в Фэнхуанском комиссариате провинции Хунань. Происходил из семьи чиновников и учёных, рано увлекся рисованием. Получил хорошее образование. Уже в 10 лет сочинял стихи, занимал каллиграфией, живописью. С 1890 года проходил подготовку у мастеров Ху Патао, Ван Сянье. В 1895 году вместе с отцом перебирается в провинцию Хубэй. Здесь изучает каллиграфию у Фан Кентаня и Чжоу Тайли. В 1900 году переезжает в Шанхай, где поступает во французскую школу, организованную Католической церковью. В 1902 году Чэнь вместе с братом отправился в Японию для дальнейшего обучения живописи. Поступает в Токио в институт свободных искусств. Он остался в Японии до 1910 года, позже вернулся в Китай. Здесь в университете Наньтуна (провинция Цзянсу) преподавал искусство. Чэнь смог разглядеть ряд талантливых художников, в том числе Ци Байши и способствовал их дальнейшей карьере. В 1913 году преподавал в учебных заведениях провинции Хунань. В 1915 году перебирается в Пекин. В 1918 году получил приглашение в качестве профессора преподавать в Пекинском университете. Умер 17 сентября 1923 года во время непродолжительного пребывания в Нанкине.

## Творчество
Хотя Чэнь не был сильно консервативным человеком — одобрительно относился к экспериментам в живописи и изучению западного искусства — в целом находился на позициях сохранения ценностей традиционной китайской живописи. Его картины в жанре «цветы и птицы» написаны под влиянием художников Чэнь Чуня и Сюй Вэя, его пейзажный стиль восходит к Шэнь Чжоу и Шитао. Вместе с тем картины с фигурами людей были пропитаны современной для Чэня жизнью и часто отражали уличную жизнь. Во всех жанрах он превращал его старые стили в новые и индивидуальные с учетом времени и новых техник искусства. Его манера письма была сильной, но чрезвычайно тонкой за счет использования текстурных мазков кисти. Типичными являются картины «Пастораль Акиями», «Цветы», цикл ландшафтов, объединенных в альбом.
Чэнь был глубоко обеспокоен судьбой традиционного китайского искусства, он тесно сотрудничал с японским историком искусства Омурой Сейгаем, надеясь остановить волну модернизации, которая грозила старинной традиции. Вместе они в 1922 году опубликовали исследование китайской живописи «художников-литераторов». В книгу включены два эссе, в том числе и эссе Чэнь Шицзэна «Значение живописи литераторов», в котором он утверждал, что моральные качества, стипендии, литературный талант, эмоции были четырьмя основными факторами живописи литераторов.